# Comuna Osiivka, Berșad
Osiivka (în ucraineană Осіївка) este o comună în raionul Berșad, regiunea Vinnița, Ucraina, formată din satele Mala Kîriivka și Osiivka (reședința).

## Demografie
Componența lingvistică a satului Osiivka
     Ucraineană (98,86%)
     Alte limbi (0,92%)
Conform recensământului din 2001, majoritatea populației satului Osiivka era vorbitoare de ucraineană (98,86%), existând în minoritate și vorbitori de alte limbi.